# 221. vrtulníková letka
221. vrtulníková letka je součástí Vzdušných sil Armády České republiky v rámci 22. základny vrtulníkového letectva na letišti Náměšť nad Oslavou. Po vyřazení vrtulníků Mi-24V/35 má v roce 2024 ve výzbroji stroje Bell AH-1Z Viper a UH-1Y Venom. Velitelem letky je podplukovník Marcel Kica.

## Historie
Současná 221. vrtulníková letka tradicí navazuje na přerovskou 331. vrtulníkovou letku vytvořenou 1. ledna 1995 z několika rušených útvarů, hlavně bývalého 51. vrtulníkového pluku v  Prostějově a 11. vrtulníkového pluku v Plzni, po kterých převzala všechny vrtulníky Mi-24D a Mi-24V, které byly v roce 1995 ve výzbroji AČR. Starší stroje verze D dodané v letech 1978 až 1981 byly postupně vyřazovány.
V roce 2001 se 331. vrtulníková letka stala řádným člemem NATO Tiger Association a toto členství poté přešlo v prosinci roku 2003 na přejmenovanou 231. vrtulníkovou letku a následně i na současnou 221. vrtulníkovou letku.
V letech 2003 a následně 2005 a 2006 byly letce dodány nové stroje verze Mi-24V/Mi-35 v rámci umoření části ruského dluhu, které nahradily původní vrtulníky dodávané v letech 1985 až 1988.
Současná 221. vrtulníková letka vznikla dne 1. října 2008  sloučením původního personálu 221. letky a přesunuté 231. vrtulníkové letky z rušené 23. základny vrtulníkového letectva.
Podle Bílé knihy z roku 2011 mělo dojít k vyřazení Mi-24V a přezbrojení na dopravní stroje Mi-171Š. K tomuto kroku nakonec nedošlo, ale na konci roku 2013 se z jednotypové letky stala letka dvoutypová, která kromě přímé letecké podpory CAS začala zajišťovat také vzdušnou přepravu a držení hotovosti záchranné služby SAR spolu s 222. vrtulníkovou letkou. Personál letky se také podílel na misi AAT v Afghánistánu, kde školil tamní letecký personál.
221. letka se pravidelně účastní několika mezinárodních cvičení. Jedním z nich je i prestižní cvičení NATO Tiger Meet – cvičení elitních tygřích letek NATO – kde vyhrála řadu ocenění. Pro prezentaci 221. tygří letky na cvičeních NATO Tiger Meet letka přestříkává jeden z vrtulníků. S unikátně zbarveným bitevníkem Mi-24/35 stylizovaným do podoby filmového vetřelce se podařilo získat cenu za nejlepší kamufláž na cvičení tygřích letek NATO v roce 2016 ve španělské Zaragoze. Vrtulník byl pojmenován jako Mi-24/35 Alien Tiger. 
V listopadu roku 2018 havaroval na letišti v Náměšti nad Oslavou vrtulník Mi-24, spadl při vzletu z výšky několika metrů.

## Výzbroj
Ve výzbroji jednotky se do roku 2023 nacházelo 10 bitevních vrtulníků Mil Mi-24V (ve stavu měla do roku 2022 celkem 17 kusů) a 4 transportní vrtulníky Mil Mi-171Š. V Roce 2023 začalo docházet k přezbrojování na stroje Bell AH-1Z Viper a UH-1Y Venom a následně k vyřazení Mi-24V a přesunu transportních Mi-171Š k 222. vrtulníkové letce.
Od března 2024 je ve výzbroji celkem 10 vrtulníků systému H-1, 4 AH-1Z a 6 UH-1Y. Po dodání všech strojů, 12 nových a 8 použitých od USMC a modernizovaných darovaných za pomoc Ukrajině, by měla letka v roce 2026 disponovat deseti stroji každého typu.

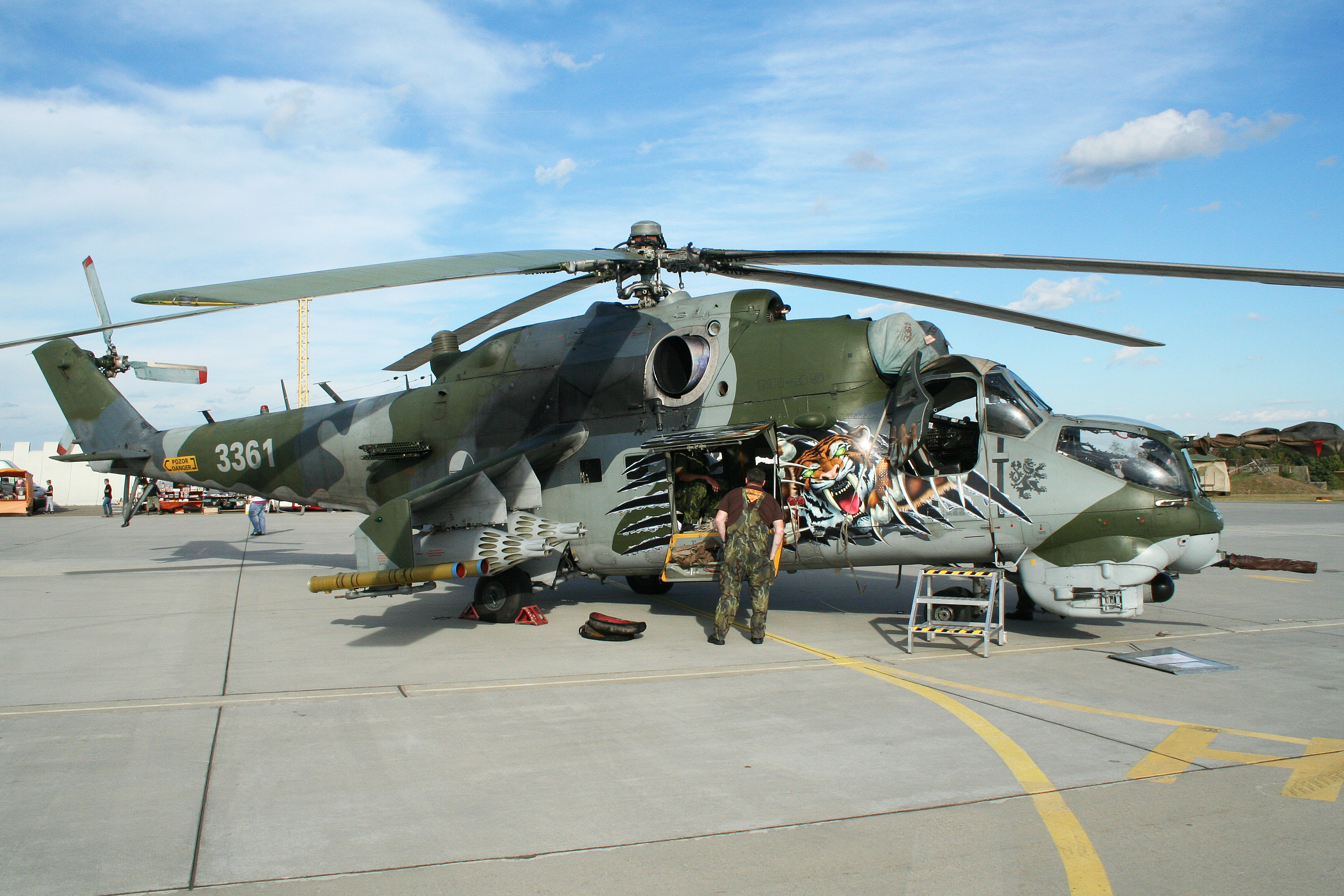
Tygří Mil Mi-35 při dni otevřených dveří

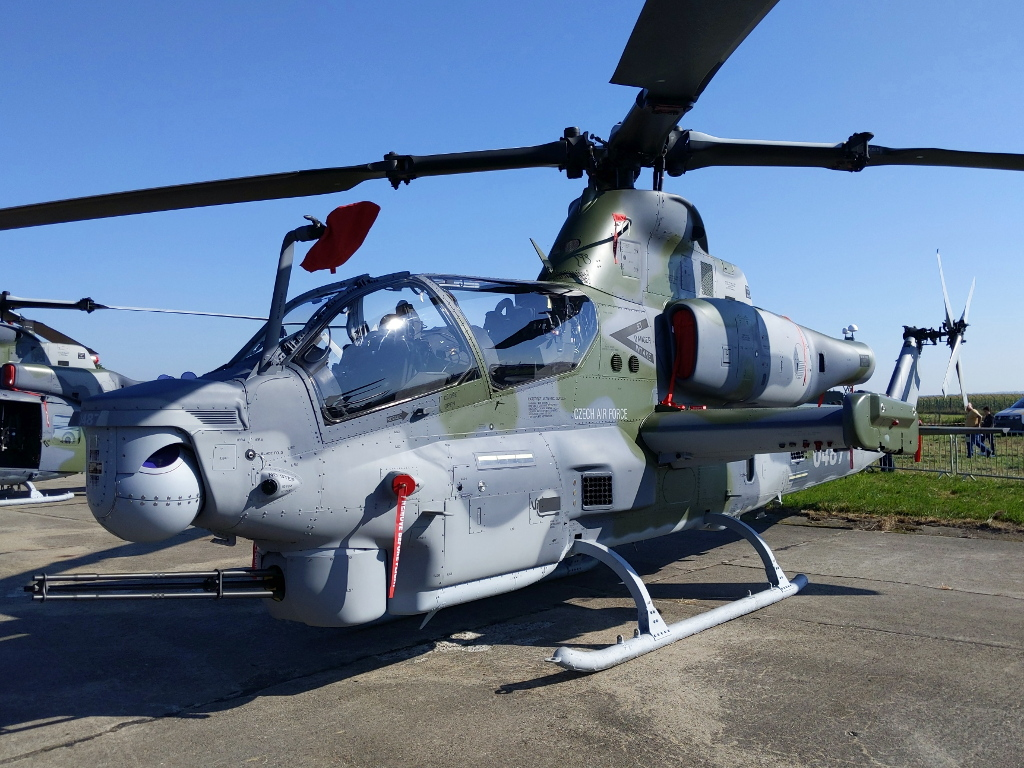
AH-1Z Viper na dnech NATO 2023 na letišti Ostrava-Mošnov